# شهرستان پیکتو، نوا اسکوشیا
شهرستان پیکتو (به انگلیسی: Pictou County) یک شهرستان در استان نوا اسکوشیا است. این شهرستان در سال ۱۸۳۵ ایجاد شد و بین سالهای ۱۷۵۹ تا ۱۸۳۵ بخشی از شهرستان هلیفکس بود. بر اساس گزارش اداره آمار کانادا جمعیت آن ۴۳٬۷۴۸ نفر و مساحت آن ۲٬۸۴۶٫۲۸ کیلومترمربع است.